# Киз, Грегори
Грегори Киз (англ. Gregory Keyes) — американский писатель, работающий в жанрах фэнтези и научной фантастики. Наиболее известен как автор романов по мотивам таких популярных вымышленных вселенных, как Звёздные войны, Вавилон-5 и The Elder Scrolls.

## Биография
Грегори Киз родился 11 апреля 1961 года в городе Меридиан, США. Когда Грегори был маленьким, его семья переехала в резервацию Навахо в штате Аризона. Культура и язык навахо, по словам самого Киза, оказали большое влияние на его интерес к мифологии, обычаям и легендам. Киз получил степень бакалавра антропологии в Университете штата Миссисипи, позже — степень магистра антропологии в Университете Джорджии, где остался преподавать.
В 1996 году был опубликован его дебютный роман, фэнтези «Дети великой реки». Для Киза это стало началом его профессиональной работы писателя жанра фэнтези. В настоящее время живёт в городе Саванна, штат Джорджия с женой Нелл. Увлекается фехтованием на рапирах, является главным тренером команды местного колледжа в этом виде спорта.

### Chosen of the Changeling
- Дети великой реки (1996), ISBN 0-345-40393-2
- Духи великой реки (1997), ISBN 0-345-40394-0

### Век безумия
- Пушка Ньютона (1998), ISBN 1-56865-829-X
- Исчисление ангелов (1999), ISBN 0-7394-0260-9
- Империя хаоса (2000), ISBN 0-345-40609-5
- Тени Бога (2001), ISBN 0-345-43904-X

### Вавилон-5
- Тёмное происхождение: Рождение Пси–Корпуса (1998), ISBN 0-345-42715-7
- Смертельные связи: Возвышение Бестера (1999), ISBN 0-345-42716-5
- Окончательный расчёт: Судьба Бестера (1999), ISBN 0-345-42717-3

### Звёздные войны: Новый Орден джедаев
- Edge of Victory I: Conquest (2001), ISBN 0-345-42864-1
- Edge of Victory II: Rebirth (2001), ISBN 0-345-44610-0
- The Final Prophecy (2003), ISBN 0-345-42875-7

### Королевство костей и терний
- Терновый король (2003), ISBN 0-345-44066-8
- The Charnel Prince (2004), ISBN 0-345-44067-6
- The Blood Knight (2006), ISBN 0-345-44068-4
- The Born Queen (2008), ISBN 0-345-44069-2

### The Elder Scrolls
- The Infernal City: An Elder Scrolls Novel — основана на вселенной игр The Elder Scrolls.
- Lord of Souls: An Elder Scrolls Novel

### Другие
- The Hounds of Ash: and Other Tales of Fool Wolf (2008), ISBN 1-894063-09-0